# Babérboroszlán
A babérboroszlán (Daphne laureola) a boroszlánfélék (Thymelaeaceae) családjába tartozó, körülbelül 100 centiméter magas, örökzöld cserje.

## Nevének eredete
Tudományos nevének generikus része Daphné görög nimfára utal.

## Származása, elterjedése
Nyugat- és Dél-Európában, szórványosan Közép-Európában, Észak-Afrikában, Szicílián és Korzikán fordul elő.
Magyarországon a Vértesben, Bakonyban, Keszthelyi-fennsíkon fordul elő; ez elterjedésének északi határa (Kvlex). Nálunk főként bükkösökben, gyertyános–tölgyesekben, szurdokerdőkben, törmeléklejtő-erdőkben és karszterdőkben él.
Védett, reliktum faj.

## Megjelenése, felépítése
Mintegy méter magasra növő félcserje (Kvlex).
Virágai levélhónalji fürtökben nőnek. Egy-egy fürt 4–9 sárgászöld, gyengén illatos, apró, ülő, vagy rövid kocsányú virágból áll.
Termése tojás alakú, hegyesedő, húsos burkú, lilásfekete csontár; ebben a mag mintegy 8 mm hosszú és 6 mm széles. A termés emberekre mérgező, de a madarak immunisak rá.

## Életmódja, termőhelye
Szubatlanti–szubmediterrán jellegű, örökzöld, mészkedvelő faj.
Téli nyugalmi időszaka már az első hosszabb, enyhébb periódus alatt véget érhet, de ekkor csak néhány virága nyílik ki. Tömegvirágzása március–áprilisra esik. A virágok képződése már a nyílás előtti nyáron megkezdődik.
Virágait főleg méhek, az Apoidea család fajainak nőstényei porozzák be.
Termés érése május közepétől június-júliusig érik be. Az érett húsos termést madarak (főként rigófélék) és kisemlősök (borz, nyest) eszik és terjesztik. Az ürülékkel távozó mag csírázását megkönnyíti az emésztőnedvek maghéjat vékonyító, gyengítő hatása. Az „előkezelt” és elfekvő magvak márciusban kezdenek csírázni. A csíranövények csak árnyasabb, a közvetlen fénytől védett zugokban maradnak meg.
Az idősebb tövek tősarjképzéssel és a lehajló oldalágak legyökerezésével újulnak meg, így gyakran több m²-es sarjtelepeket hoznak létre.
A faj visszaszerzőképessége jó. Keller József megfigyelései szerint a taposás miatt törpe növésű, illetve az ember/állat által letördelt egyedek is mind újra fejlődtek egy-egy alvórügyből.

## Alfaja
- Daphne laureola subsp. philippi (Gren. & Godr.) Rouy

## Felhasználása
Régen koszorúkötéshez gyűjtötték, de ma már védett.

## Visszatelepítésének szükségessége és lehetőségei
Fennmaradását természetes életterének beszűkülése, közvetve a természetes erdőállományok visszaszorulása veszélyezteti. Állományaiban génerózió nem figyelhető meg.
A roncsolt, erősen bolygatott területekre nem tud visszatelepedni. Mesterséges visszatelepítésének célja az életképes populációk gyarapítása, a genetikai stabilitás megőrzése lehet. A visszatelepítéshez szaporítóanyagként magokat kell használni. A maggyűjtés idejét helyesen kell megválasztani — akkor, amikor az állatok még nem kezdik fogyasztani azokat. Gyűjteni csak olyan területeken szabad, ahol ez az állomány fennmaradását nem veszélyezteti. Mivel a természetben csírázását elősegíti a maghéj emésztése, a jobb csírázás érdekében célszerű a magokat kezelni.
A visszatelepítés eredménye több évig ismételt pótlással fokozható; így több korú, természetesebb populációt alakíthatunk ki. Ez jelenleg a Keszthelyi-fennsíkon és a Börzsönyben, egykori élőhelyén indokolt.